# Paweł Lewandowski
Paweł Lewandowski (ur. 20 października 1986 w Warszawie) – polski politolog i socjolog, nauczyciel akademicki Uniwersytetu Kardynała Stefana Wyszyńskiego w Warszawie, w latach 2017–2020 podsekretarz stanu w Ministerstwie Kultury i Dziedzictwa Narodowego, w latach 2022–2023 podsekretarz stanu w Kancelarii Prezesa Rady Ministrów, w 2023 podsekretarz stanu w Ministerstwie Cyfryzacji.

## Życiorys
W roku 2011 ukończył studia na kierunku polityka społeczna i gospodarcza, w roku 2012 na kierunku socjologia komunikacji międzykulturowej. Został nauczycielem akademickim na tej uczelni. Był uczestnikiem seminarium doktoranckiego (stopnia naukowego nie uzyskał). Ukończył program Executive MBA w zakresie zarządzania innowacją organizowany przez Stanford Research Institute International i Queen Hedvig Academy. Działacz i ekspert Fundacji Republikańskiej. W latach 2015–2016 był doradcą wicepremiera Piotra Glińskiego w Kancelarii Prezesa Rady Ministrów.
W latach 2017–2020 podsekretarz stanu w Ministerstwie Kultury i Dziedzictwa Narodowego. W resorcie odpowiadał za strategię, prawo własności intelektualnej, prawo prasowe i medialne, rozwój przemysłów kreatywnych, kinematografię, cyfryzację oraz legislację. Nadzorował prace nad reformą systemu instytucjonalnego wsparcia kinematografii oraz wdrożeniem tzw. Ustawy o zachętach dla produkcji audiowizualnej oraz za koordynację działań resortu związanych z walką ze skutkami COVID-19 w obszarze kultury. Był członkiem Komitetu Rady Ministrów ds. cyfryzacji oraz Rady Działalności Pożytku Publicznego. 
Po odejściu z rządu został dyrektorem naczelnym ds. projektów strategicznych w KGHM.
W latach 2022–2023 powołany na stanowisko podsekretarza stanu w Kancelarii Prezesa Rady Ministrów, jest odpowiedzialny za obszar cyfryzacji w Krajowym Planie Odbudowy oraz europejskie i międzynarodowe regulacje cyfrowe. Od maja do grudnia 2023 podsekretarz stanu w Ministerstwie Cyfryzacji.
W latach 2021–2023 członek Rady Fundacji Polskiej Fundacji Narodowej reprezentujący KGHM.

## Rola w sporze o most nad Jeziorem Pilchowickim
W 2020 pojawiły się głosy, jakoby zabytkowy most nad Jeziorem Pilchowickim miał być wysadzony na potrzeby kręcenia sceny akcji do filmu „Mission Impossible 7”, co spowodowało m.in. wniesienie sprzeciwu Międzynarodowego Komitetu Ochrony Dziedzictwa Przemysłowego (TICCIH). Lewandowski wypowiedział się w wywiadzie dla Wirtualnej Polski o sprawie „Ja bym się nie fiksował, że to jest zabytek. Nie każda stara rzecz jest zabytkiem”, co dodatkowo zaogniło sytuację medialną i rozmowy społeczne na temat spornego statusu zabytku mostu.

## Życie prywatne
Żonaty, ma syna.